# Делл Каррі
Ворделл Стівен «Делл» Каррі I (англ. Wardell Stephen "Dell" Curry I; нар. 25 червня 1964, Гаррісонберг, Вірджинія, США) — американський професійний баскетболіст, що грав на позиції атакувального захисника за низку команд НБА. Батько Стівена та Сета Каррі. Спортивний коментатор на трансляціях матчів «Шарлотт Горнетс».

## Ігрова кар'єра
Починав грати у баскетбол у команді Форт-Дефіанської старшої школи (Форт-Дефіанс, Вірджинія). За час навчання у школі став її найкращим бомбардиром за всю історію. Виграв зі школою чемпіонат штату по баскетболу та бейсболу. 1982 року навіть був задрафтований бейсбольною командою «Техас Рейнджерс». Однак вибрав навчання у Політехнічному інституті і університеті штату Вірджинія, де перебував з 1982 по 1986 рік. В інституті продовжив грати за баскетбольну команду, а також і за бейсбольну. 1985 року знову був задрафтований бейсбольною командою «Балтимор Оріолз», однак остаточно відмовився від ідеї виступати в MLB та вирішив сконцентруватися на баскетболі.
1986 року був обраний у першому раунді драфту НБА під загальним 15-м номером командою «Юта Джаз». Відігравши за «Джаз» один рік, був обміняний до «Клівленд Кавальєрс».
1988 року перейшов до «Шарлотт Горнетс» у рамках драфту розширення. У Шарлотт він провів 10 сезонів своєї кар'єри, будучи, як правило, шостим гравцем та посилюючи гру в атаці на периметрі. Майже завжди претендував на нагороду Найкращому шостому гравцю НБА, але отримати її вдалось лише в сезоні 1993—1994. На момент від'їзду з Шарлотт був лідером франшизи за кількістю набраних очок (9,839) та реалізованих трьохочкових кидків (929).
Наступною командою в кар'єрі гравця була «Мілвокі Бакс», за яку він відіграв лише частину сезону 1999 року.
Останньою ж командою в кар'єрі гравця стала «Торонто Репторз», до складу якої він приєднався 1999 року і за яку відіграв 3 сезони.

## Статистика виступів в НБА

### Регулярний сезон
| Сезон             | Команда              | GP    | GS | MPG  | FG%  | 3P%  | FT%  | RPG | APG | SPG | BPG | PPG  |
| ----------------- | -------------------- | ----- | -- | ---- | ---- | ---- | ---- | --- | --- | --- | --- | ---- |
| 1986–87           | «Юта Джаз»           | 67    | 0  | 9.5  | .426 | .283 | .789 | 1.2 | .9  | .4  | .1  | 4.9  |
| 1987–88           | «Клівленд Кавальєрс» | 79    | 8  | 19.0 | .458 | .346 | .782 | 2.1 | 1.9 | 1.2 | .3  | 10.0 |
| 1988–89           | «Шарлотт Горнетс»    | 48    | 0  | 16.9 | .491 | .345 | .870 | 2.2 | 1.0 | .9  | .1  | 11.9 |
| 1989–90           | «Шарлотт Горнетс»    | 67    | 13 | 27.8 | .466 | .354 | .923 | 2.5 | 2.4 | 1.5 | .4  | 16.0 |
| 1990–91           | «Шарлотт Горнетс»    | 76    | 14 | 19.9 | .471 | .372 | .842 | 2.6 | 2.2 | 1.0 | .3  | 10.6 |
| 1991–92           | «Шарлотт Горнетс»    | 77    | 0  | 26.2 | .486 | .404 | .836 | 3.4 | 2.3 | 1.2 | .3  | 15.7 |
| 1992–93           | «Шарлотт Горнетс»    | 80    | 0  | 26.2 | .452 | .401 | .866 | 3.6 | 2.3 | 1.1 | .3  | 15.3 |
| 1993–94           | «Шарлотт Горнетс»    | 82    | 0  | 26.5 | .455 | .402 | .873 | 3.2 | 2.7 | 1.2 | .3  | 16.3 |
| 1994–95           | «Шарлотт Горнетс»    | 69    | 0  | 24.9 | .441 | .427 | .856 | 3.4 | 1.6 | .8  | .3  | 13.6 |
| 1995–96           | «Шарлотт Горнетс»    | 82    | 29 | 28.9 | .453 | .404 | .854 | 3.2 | 2.1 | 1.3 | .3  | 14.5 |
| 1996–97           | «Шарлотт Горнетс»    | 68    | 20 | 30.6 | .459 | .426 | .803 | 3.1 | 1.7 | .9  | .2  | 14.8 |
| 1997–98           | «Шарлотт Горнетс»    | 52    | 1  | 18.7 | .447 | .421 | .788 | 1.9 | 1.3 | .6  | .1  | 9.4  |
| 1998–99           | «Мілвокі Бакс»       | 42    | 0  | 20.6 | .485 | .476 | .824 | 2.0 | 1.1 | .9  | .1  | 10.1 |
| 1999–00           | «Торонто Репторз»    | 67    | 9  | 16.3 | .427 | .393 | .750 | 1.5 | 1.3 | .5  | .1  | 7.6  |
| 2000–01           | «Торонто Репторз»    | 71    | 1  | 13.5 | .424 | .428 | .843 | 1.2 | 1.1 | .4  | .1  | 6.0  |
| 2001–02           | «Торонто Репторз»    | 56    | 4  | 15.8 | .406 | .344 | .892 | 1.4 | 1.1 | .4  | .1  | 6.4  |
| Усього за кар'єру | Усього за кар'єру    | 1,083 | 99 | 21.7 | .457 | .402 | .843 | 2.4 | 1.8 | .9  | .2  | 11.7 |

### Плей-оф
| Сезон             | Команда              | GP | GS | MPG  | FG%  | 3P%  | FT%   | RPG | APG | SPG | BPG | PPG  |
| ----------------- | -------------------- | -- | -- | ---- | ---- | ---- | ----- | --- | --- | --- | --- | ---- |
| 1987              | «Юта Джаз»           | 2  | 0  | 2.0  | .000 | .000 |       | .0  | .0  | .0  | .0  | 0.0  |
| 1988              | «Клівленд Кавальєрс» | 2  | 0  | 8.5  | .250 | .000 |       | .5  | 1.0 | .0  | .5  | 1.0  |
| 1993              | «Шарлотт Горнетс»    | 9  | 0  | 24.7 | .433 | .286 | .818  | 3.6 | 2.0 | 1.4 | .0  | 11.0 |
| 1995              | «Шарлотт Горнетс»    | 4  | 0  | 26.8 | .471 | .429 | .909  | 2.3 | 1.5 | .0  | .0  | 12.8 |
| 1997              | «Шарлотт Горнетс»    | 3  | 1  | 16.7 | .294 | .250 | 1.000 | .3  | 1.7 | 1.3 | .0  | 4.7  |
| 1998              | «Шарлотт Горнетс»    | 9  | 0  | 19.0 | .593 | .250 | .857  | 2.1 | 1.1 | .8  | .3  | 5.8  |
| 1999              | «Мілвокі Бакс»       | 3  | 0  | 16.3 | .404 | .125 | 1.000 | 1.3 | .3  | 1.0 | .0  | 3.0  |
| 2000              | «Торонто Репторз»    | 3  | 0  | 10.0 | .133 | .667 | .500  | .7  | .3  | .7  | .0  | 2.3  |
| 2001              | «Торонто Репторз»    | 12 | 0  | 15.2 | .500 | .378 | .833  | 1.2 | .8  | .5  | .1  | 6.5  |
| 2002              | «Торонто Репторз»    | 4  | 0  | 14.8 | .422 | .800 | 1.000 | 1.3 | 1.0 | 1.3 | .5  | 7.0  |
| Усього за кар'єру | Усього за кар'єру    | 51 | 1  | 17.5 | .400 | .350 | .870  | 1.7 | 1.1 | .8  | .1  | 6.7  |

## Особисте життя
Делл Каррі проживає у Шарлотт та одружений з Сонею Адамс, колишнею волейболісткою Вірджинії Тек, де вони і познайомились. У подружжя троє дітей-спортсменів: Стівен та Сет є професійними баскетболістами в НБА, а донька Сідел грає у волейбол за Елонський університет.